# Gateway. Brama do gwiazd
Gateway. Brama do gwiazd (tyt. oryg. Gateway) – powieść fantastycznonaukowa amerykańskiego pisarza Frederika Pohla, opublikowana w 1977 r. Polską edycję, w tłumaczeniu Magdaleny Iwińskiej i Piotra Paszkiewicza, wydała oficyna Alfa w 1987 r.
Powieść zaczyna cykl o Heechach. Była także zaadaptowana na grę komputerową w 1992 r.
Powieść zdobyła najważniejsze nagrody w literaturze fantastycznej: Nebulę w 1977 roku, Hugo, Locusa i nagrodę Campbella w 1978 roku.

## Fabuła
Robinette Broadhead zawsze chciał być poszukiwaczem. Mieszka na przeludnionej Ziemi, haruje jako górnik i nie ma żadnych perspektyw. Wszystko zmienia się, gdy pewnego dnia wygrywa na loterii. Wygrana wystarcza mu akurat na lot na Gateway, planetoidę krążącą na orbicie okołosłonecznej, prostopadłej do ekliptyki.
Gateway to niezwyczajne miejsce – port dla statków kosmicznych, pozostawiony przez zaginioną rasę Heechów. Nie wiadomo kim byli ani nawet jak wyglądali Heechowie, zostały po nich jedynie kilometry tuneli wewnątrz Wenus, niesamowite wynalazki oraz Gateway. Statki są zaprogramowane do lotu z prędkością nadświetlną w różne rejony galaktyki. Niestety taki lot to kosmiczna loteria, można trafić na skarby, ale równie dobrze można nie wrócić w ogóle. Jednak lot statkiem Heechów i nadzieja, że właśnie tobie uda się odkryć coś, co zmieni twoje życie na zawsze napędza wszystkich mieszkańców Gateway.
Pierwsze dwie wyprawy Boba są nieudane, ale podczas jego kolejnej podróży dwa statki dostają się w zasięg czarnej dziury. Ratując się, Bob wystrzeliwuje drugi statek do wnętrza czarnej dziury. Wraca sam i otrzymuje gigantyczną premię, ale musi żyć ze świadomością, że żyje kosztem dziewięciorga ludzi, którzy wpadli do czarnej dziury.